# アフラック保険サービス
アフラック保険サービス株式会社（Aflac Insurance Services Co.,Ltd.）は、東京都新宿区に本社を置くアフラックグループの保険募集代理店である。
1975年7月10日に山一土地建物株式会社設立。その後山一エコー商事株式会社などの名称変更を経て1998年11月1日に現社名へ改称。
従来の訪問によるものだけではなく、電話、WEB、サービスショップの展開など、複数のチャンネル販売を行っている。

## 沿革
- 1975年 7月10日 - 山一土地建物株式会社設立
- 1998年 11月1日 - 現社名へ名称変更
- 1999年 10月 - 大阪オフィス開設
- 2002年 12月 - 本社移転（エステック情報ビル）
- 2005年 11月 - アフラックサービスショップ 新宿エステック店 オープン
- 2007年 12月 - ITSUMOと経営統合
- 2008年 3月 - アフラックダイレクトドットコムと経営統合
- 2008年 10月 - 福岡オフィス開設
- 2010年 1月 - 大阪オフィス移転
- 2010年 6月 - アフラックサービスショップ 大阪肥後橋店 オープン
- 2010年 12月 - 本社移転(新宿モノリス)
- 2011年 1月 - コンサルティング営業本部 東京支社開設
- 2011年 3月 - アフラックサービスショップ 中洲川端駅前店 オープン
- 2011年 10月 - アフラックサービスショップ 丸の内店 オープン
- 2012年 1月 - コンサルティング営業本部 大阪支社開設
- 2012年 10月 - コンサルティング営業本部 名古屋支社開設
- 2012年 10月 - よくわかる！ほけん案内 丸の内店　リニューアルオープン
- 2012年 10月 - よくわかる！ほけん案内 新宿エステック店　リニューアルオープン
- 2013年 2月 - よくわかる！ほけん案内 渋谷店　オープン
- 2013年 8月 - よくわかる！ほけん案内　梅田阪急ビル店　オープン
- 2013年 10月 - よくわかる！ほけん案内　コレットマーレみなとみらい店　オープン
- 2014年 2月 - よくわかる！ほけん案内　上野店　オープン
- 2014年 9月 - コンサルティング営業本部 福岡支社開設
- 2015年 5月 - コンサルティング営業本部 横浜支社開設
- 2015年 7月 - 福岡オフィス移転
- 2015年 7月 - コンサルティング営業本部・福岡支社移転

## 営業拠点
（2015年 7月現在）

### 本社
- 本社（東京都新宿区西新宿）

### カスタマーリレーション本部
- 新宿オフィス（東京都新宿区西新宿）
- 大阪オフィス（大阪府大阪市中央区）
- 福岡オフィス（福岡県福岡市中央区）

### 支社
- 東京第一支社（東京都新宿区西新宿）
- 東京第二支社（東京都新宿区西新宿）
- 東京第三支社（東京都新宿区西新宿）
- 横浜支社（神奈川県横浜市神奈川区）
- 大阪支社（大阪府大阪市中央区）
- 京都支社（京都府京都市下京区）
- 仙台支社（宮城県仙台市青葉区）
- 名古屋支社（愛知県名古屋市東区）
- 福岡支社（福岡県福岡市博多区）